# Entex Select-A-Game
La Select-A-Game est une console de jeux vidéo portable produite par Entex Industries et commercialisée à partir de 1981. Entex a sorti six jeux sur la console avant d'arrêter de la soutenir en 1982 en faveur de l'Entex Adventure Vision.

## Jeux
- Space Invaders 2
- Basketball 3
- Football 4
- Pinball
- Baseball 4
- Pac-Man 2
- Battleship (jamais sorti)
- Turtles (jamais sorti)

## Spécifications techniques
La Select-A-Game utilisait un écran d'affichage fluorescent à vide 7 x 16 (VFD) composé de gros points comme écran principal. Il pourrait afficher deux couleurs, rouge et bleu. Celles-ci ont été combinées avec des superpositions statiques pour chaque jeu. Ensemble, ils ont composé l'affichage. Le système était essentiellement un écran et un contrôleur pour les jeux sans puissance de processeur intégrée. Chaque cartouche de jeu contenait un microprocesseur programmé avec le code de jeu approprié. À cet égard, il était très similaire au concept de Milton Bradley le Microvision publié quelques années plus tôt.
Le système peut être alimenté par des batteries de 4 C ou par un bloc d'alimentation externe. L'alimentation électrique était uniquement disponible par correspondance et, en tant que telle, elle est exceptionnellement difficile à trouver aujourd'hui (mais un adaptateur universel fonctionnera avec le système).